# Dexia divergens
Dexia divergens (lub Dexia carinata) – gatunek muchówki z rodzaju Dexia należący do rodziny rączycowatych. Występuje na terenie Chin, Tajlandii, Malezji i Jawy.